# 斯科特·德雷珀
史考特·德莱波尔（Scott Draper，1974年6月5日—）是澳大利亚职业网球运动员，曾與同胞薩曼莎·斯托瑟奪得2005年澳網混雙冠軍。
他曾擔任萊頓·休伊特的教練。

## 外部連結
- 斯科特·德雷珀（英文/西班牙文）的官方資料
- 斯科特·德雷珀的國際網球總會 職業／青少年 官方資料（英文）
- 斯科特·德雷珀的官方資料（英文）
- Scott Draper – Player Profiles - Players and Rankings - News and Events - Tennis Australia（页面存档备份，存于） （英文）